# نظرية ديموغرافية هيكلية
النظرية الديموغرافية الهيكلية (إس دي تي، والمعروفة أيضًا باسم النظرية الهيكلية الديموغرافية) في العلوم الاجتماعية تستخدم النمذجة الرياضية لشرح عدم الاستقرار السياسي والتنبؤ بتفشيه في المجتمعات المعقدة. نشأت هذه النظرية في أعمال عالم الاجتماع جاك غولدستون، وقد تطورت مؤخرًا أكثر على يد المؤرخين أصحاب المساهمات الكثيرة بيتر تورشين، وأندريه كاراطائف، وليونيد غرينين، وسيرغي نيفيدوف.

## النظرية
جاء بحسب تطبيق بيتر تورشين وزملائه للنظرية، فإن الهيكلة الديموغرافية تقسم المجتمعات التي دُرست تاريخيًا إلى أربع مكونات: الدولة، والنخب، وعامة السكان، ومكون إجرائي واحد مصمم لقياس عدم الاستقرار السياسي. وتنقسم هذه المكونات الأربعة إلى مواصفات مختلفة، والتي تتقلب ديناميكيًا وتؤثر على بعضها البعض من خلال سلسلة من حلقات التغذية الراجعة. مثلًا، تأخذ النظرية في الاعتبار عدد النخب وتكوينها، والهيكل العمري ودرجة التحضر لعامة السكان، وعائدات الدولة ونفقاتها. مثلما تتضمن أيضًا جانبًا أيديولوجيًا، يتتبع انتشار المعايير «الاجتماعية» التي تعزز التعاون، بالإضافة إلى «الأيديولوجيات الراديكالية»، والتي تُفهم على أنها مضللة اجتماعيًا بطبيعتها.

## التاريخ
كان غولدستون طالب دراسات عليا في أواخر السبعينيات وأوائل الثمانينيات من القرن العشرين، ومكنه ذلك من ملاحظة وجود نمط مستمر: في العقود التي أدت إلى اندلاع تاريخي كبير لعدم الاستقرار السياسي، مثل سلسلة الثورات في فرنسا وهولندا وأمريكا في أواخر القرن الثامن عشر. أو تمرد تايبينغ في الصين (1850-1864)، شهدت المجتمعات المعنية نموًا سكانيًا كبيرًا، ما أدى إلى «زيادة في أعداد الشباب» وإلى التحضر السريع. وقد لاحظ عدد من المؤرخين هذه العلاقة، لكن لم يكن قد جرى استكشافها بعد بشكل منهجي في سياق الديموغرافيا العالمية وتاريخ الثورات والحرب الأهلية. وانبثقت النظرية الهيكلية الديموغرافية من محاولات غولدستون لتطبيق رؤى الديموغرافيا السياسية على دراسة الثورات في تاريخ العالم.
قدم أندريه كاراطائف وزملاؤه إسهامًا كبيرًا في النظرية الهيكلية الديموغرافية، فقد طوروا نموذجهم الهيكلي الديموغرافي «فخ عند الهروب من الفخ» والذي أظهر أن بدء الاضطرابات الاجتماعية والسياسية الكبرى عند الهروب من فخ مالتوس ليس ظاهرة شاذة، بل ظاهرة اعتيادية.